# Eduardo Larrochete
Eduardo Larrochete fue un pintor español de la segunda mitad del siglo XIX

## Biografía
Pintor natural de Madrid, fue discípulo de la Academia de San Fernando y de Federico de Madrazo, y en París de Gigoux. En las Exposiciones de Bellas Artes de los años de 1856, 1858 y 1860 de Madrid presentó las obras siguientes: Dos países de capricho, La visita del Emperador Carlos V a Francisco I en su prisión, Una joven deshojando una margarita, Dos perros de muestra con dos perdices y Una pobre implorando la caridad. En la última Exposición obtuvo una mención honorífica.